# 대니얼라 루아
다니엘라 루아(Daniela Ruah, 1983년 12월 2일 ~ )는 미국의 배우이다.

## 출연 작품
- NCIS 로스앤젤레스 8 (2016)
- NCIS 로스앤젤레스 5 (2013)
- NCIS 로스앤젤레스 4 (2012)
- 레드 테일스 (2012)
- NCIS 로스앤젤레스 3 (2011)
- NCIS 로스앤젤레스 2 (2010)
- 투 앤 유 (2010)
- NCIS 로스앤젤레스 1 (2009)